# 오크리지-41번 애비뉴역

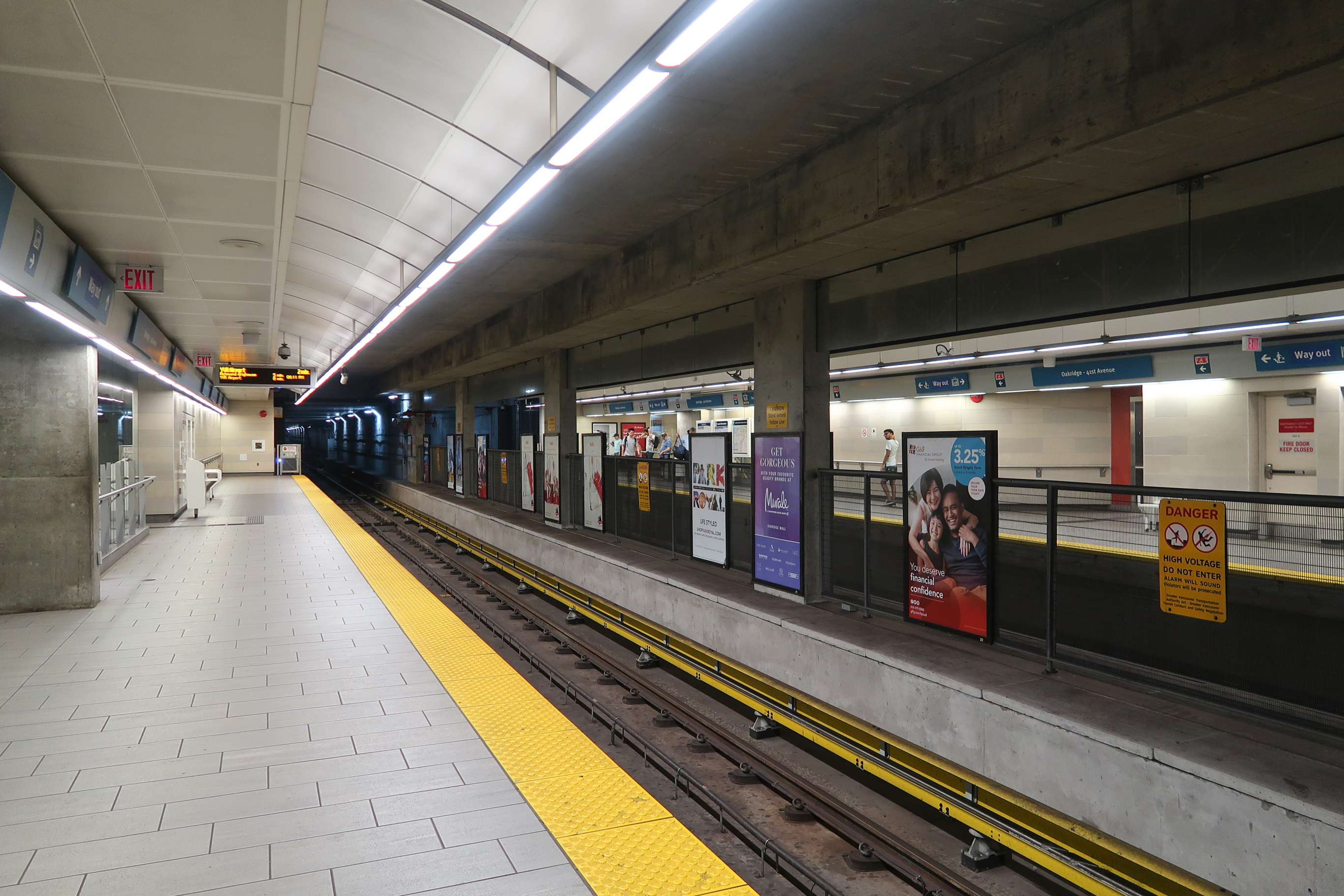
역 승강장

오크리지-41번 애비뉴(영어: Oakridge–41st Avenue)역은 메트로 밴쿠버의 스카이트레인 도시 철도 캐나다선의 지하철역이다. 캐나다 브리티시컬럼비아주 밴쿠버의 서41번로(West 41st Avenue)와 캠비가(Cambie Street)의 교차로에 위치하고 있다.
오크리지 지역(주거 지역, 캠비가를 따라 있는 가로변 상점, 오크리지 센터 단지)에 서비스를 제공하며 퀸 엘리자베스 공원에서 도보 거리에 있다. 역은 지하 6m에 위치해 있다.

## 역사
오크리지-41번 애비뉴역은 나머지 캐나다선과 함께 2009년에 개장했으며 건축 회사인 VIA Architecture에 의해 설계되었다.

## 역 정보

### 역 구조
| S | 거리층                          | 출구                                                                     |
| T | 상대식 승강장, 오른쪽 문이 열림 | 상대식 승강장, 오른쪽 문이 열림                                          |
| T | 1번 승강장 내행                 | ← ■ 캐나다선 워터프런트 방면 (킹 에드워드)                               |
| T | 2번 승강장 외행                 | ■ 캐나다선 리치먼드-브리그하우스 및 YVR-공항 방면 (랑가라-49번 애비뉴) → |
| T | 상대식 승강장, 오른쪽 문이 열림 |                                                                          |
| T | 대합실                          | 컴파스 자동발매기, 개집표기, 상점                                        |
| B | 지하통로                        | 선로 아래 두 승강장을 연결하는 보도                                      |

### 출구
역출구는 서41번로와 캠비가 교차로의 남서쪽 모퉁이에 있으며 오크리지 센터 쇼핑몰 입구 근처에 있다.

### 연결 교통
오크리지-41번 애비뉴역 인근을 지나는 버스 노선은 아래와 같다.:
| Bay | 노선             | 경로                                                                          |
| --- | ---------------- | ----------------------------------------------------------------------------- |
| 1   | 캠비가 남행      | 15 Cambie(캠비) N15 Cambie (심야버스)                                         |
| 2   | 41번로 동행      | R4 41st Ave ~ Joyce Station(조이스역)                                         |
| 3   | 41번로 동행      | 41 Joyce Station(조이스역)                                                    |
| 4   | 41번로 서행      | R4 41st Ave ~ UBC                                                             |
| 5   | 41st Avenue 서행 | 41 Crown(크라운)                                                              |
| 6   | 캠비가 북행      | 15 올림픽 빌리지역(Olympic Village Station) N15 Downtown(다운타운) (심야버스) |